# 金刚座舍利宝塔
金刚座舍利宝塔，位于内蒙古自治区呼和浩特市玉泉区，是一座砖制金刚宝座式塔，因塔顶有5座小塔，故也俗称为“五塔”。该塔始建于清朝雍正年间，由塔座、塔身和五塔三个部分组成，通高16.5米。该塔下建有地宫，但具体情况不详。1988年，金刚座舍利宝塔被列为全国重点文物保护单位。

## 历史
清朝时期，政府在蒙古族聚居区大范围推广藏传佛教。雍正五年（1727年）崇福寺喇嘛阳察尔济呼毕勒罕任呼和浩特副掌印扎萨克大喇嘛时，因年班到北京呈请朝廷兴建了慈灯寺，以作为崇福寺的属召。该塔与慈灯寺同期始建，但具体建成时间和建造目的均没有记载。因塔顶有5座小塔，故也俗称为“五塔”。光绪十二年（1886年），阳察尔济格根三世去世后，慈灯寺再无活佛:68，寺内喇嘛也全部返回到了崇福寺内，慈灯寺逐渐败落，并仅存这座金刚寺舍利宝塔。

## 结构

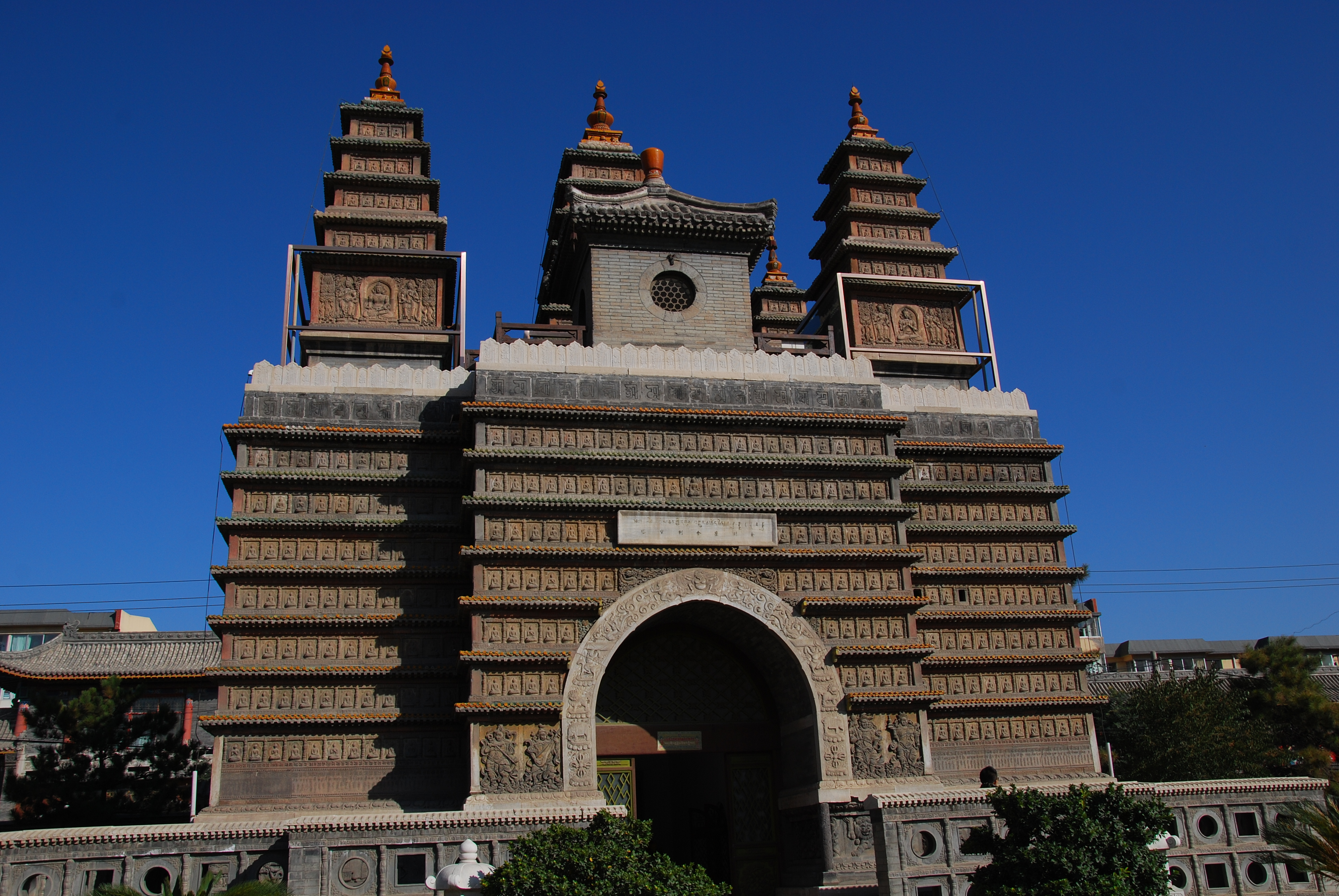
金刚座舍利宝塔

金刚座舍利宝塔是一座砖石塔，位于慈灯寺佛殿之后，蒙文天文图影壁之前，总高16.5米，由台基、宝座、五塔三部分组成。其中台基平面近似于正方形，占地约为207.9平方米。台基高0.75米，正南侧开有阶梯，阶梯上原有栅门，现已不存。其余三个方向则用阶条加以装饰，并建有玲珑短墙。宝座平面呈凸字形，高7.08米，正南部分突出并开有券门，门的正上方镶嵌有一块用藏文、蒙文、汉文三种文字写着“金刚宝座舍利宝塔”的石匾，券门两侧有四大天王的浮雕。
券门内为主塔室，该塔室内为十字筒拱结构，拱跨2.75米，矢高1.43米，顶高3.93米，自水平面2.5米起拱，东西两侧各有一个小塔室与主塔室相通，也为十字筒拱结构。东侧的小塔室内有2截各25阶的台阶，通过台阶可通向宝座顶部。主塔室下有地宫，但具体情况不详。宝座可分为上下3层，整体向上逐渐收分，其中底层为须弥座，砖石结构，上枋条石压边，束腰略有内退，四角由马蹄柱承接顶上的下枋；中间为7层密檐分龛佛像，共计1119尊，其中最下层刻有以梵文、藏文、蒙文写成的金刚经和狮、象、马、孔雀、迦楼罗等浮雕，龛与龛之间均雕刻有束莲并型柱，角柱部分除第一层为方石质地外其余均为砖雕，龛室上方隐刻一斗三升斗拱，上承椽飞，并覆盖有连体筒板瓦，出檐很短；最上层为石栏板，整体呈女墙式排列，共有23组；下方砌有青砖梵文大字，为格鲁派六字真言，其分龛计1563组。上方压有条石，条石上位宝冠式梵文石刻，共有三个类型总计16组梵文咒语。
金刚座顶面中央及四角各有一座密檐式实心方塔，皆由须弥基座、密檐塔身、及塔刹组成，其中位于中央的塔有7层，高6.62米；其余塔均为5层，高5米。中央塔的束腰有雕饰外，其余4座塔均为素平砖砌。塔身构制与宝座分层做法相同，中塔镶嵌有256尊佛像，其余4座塔均为72尊佛像。塔身四面均有收分，每塔的第一层四面均镶嵌有一佛二菩萨和菩提树雕饰，密檐部分挑檐均由绿琉璃制成。5座塔的塔刹为琉璃覆钵式喇嘛塔型，通体金黄色，其中位于中央的塔的塔刹最大。塔刹的整体形制为：自下而上由覆莲石座、四方须弥基座、金刚圈、覆钵、十三天、天地盘（露盘）上托日月火焰。在塔顶平面突出部位布以罩亭，平面略呈长方形砖构攒尖式，没有斗拱，椽飞皆用青砖雕成，西侧设门，其余三面雕有假窗。此外，在宝塔顶部正南侧有一座方形琉璃罩亭，其内与两个小塔室中的阶梯相通。:82:68

## 保护

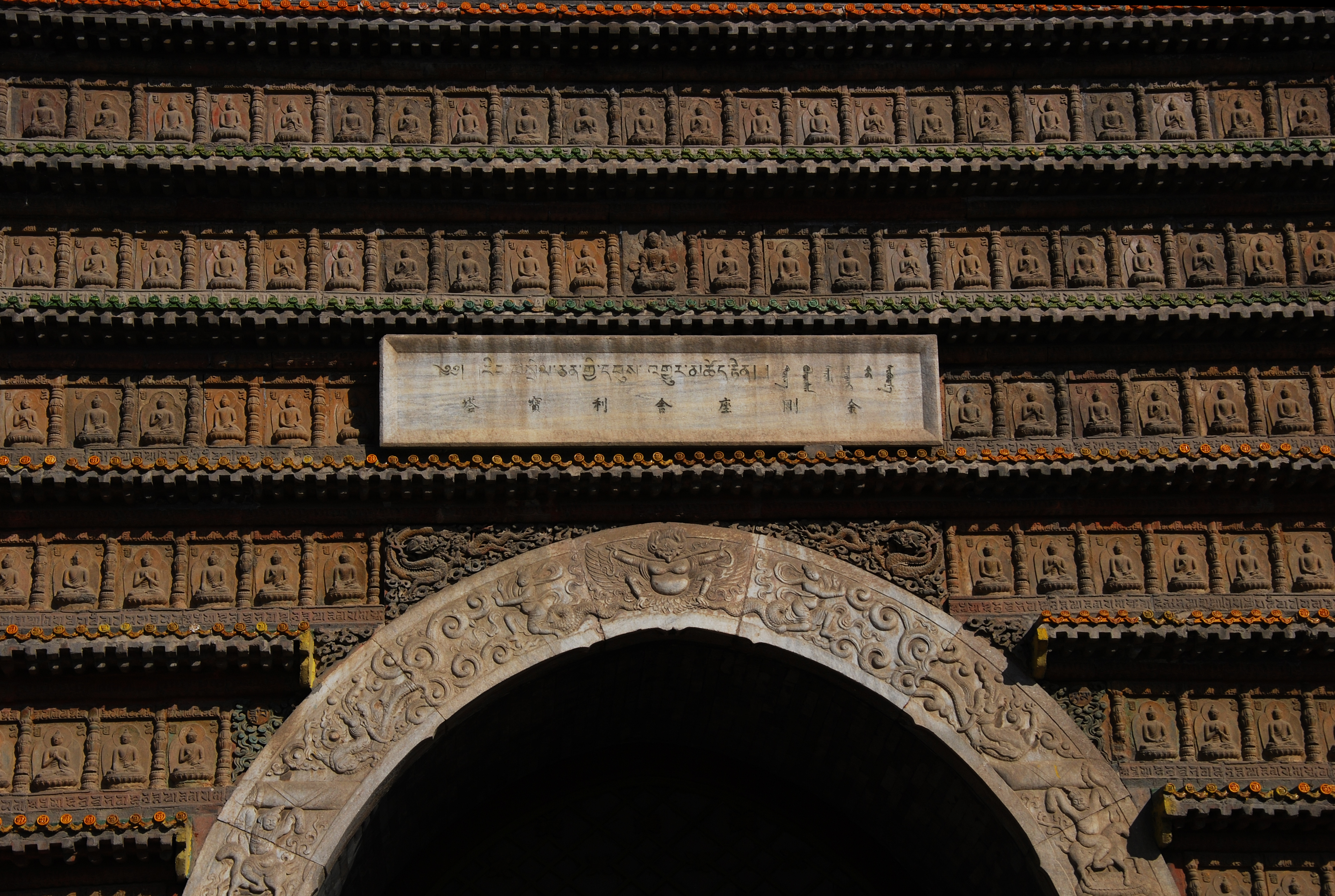
金刚座舍利宝塔

中华人民共和国成立后，考古人员曾识图发掘五塔寺的地宫，但在发掘过程中有地下水冒出，加之没有地宫结构图，这次发掘只得作罢。1957年，包括金刚座舍利宝塔在内的五塔寺被列为内蒙古自治区文物保护单位:79。1962年起，金刚座舍利宝塔设有兼职保护员。1977年呼和浩特市文物管理所成立，并对该塔进行了修葺，同时开始建立该塔的资料档案。1982年五塔文物保管所成立，并在塔外树立了保护标志。1988年，金刚座舍利宝塔被单独列为全国重点文物保护单位。2002年，有媒体报道称该塔的墙体出现了多处被游客刻字的痕迹，部分区域遭到反复刻划。自2006年2月底，呼和浩特市政府投资800万元重修慈灯寺，其中包括对金刚座舍利宝塔的复原。该工程与当年3月动工，并于2007年3月完工。